# Кубок Украины по футболу 2013/2014
Кубок Украины по футболу 2013—2014 (укр. Кубок України з футболу 2013—2014, официальное название — Датагруп Кубок Украины по футболу) — 23-й розыгрыш кубка Украины, был проведён с июля 2013 года по май 2014 года.
В финальном матче встречались киевское «Динамо» и защищавший этот титул донецкий «Шахтёр» — игра закончилась со счетом 2:1. «Динамо» этот матч принёс 10-й Кубок Украины (рекорд) и первый с 2007 года, когда в финальном матче был так же обыгран «Шахтёр».
Все этапы турнира состоялись из одного матча. Хозяином поля на всех этапах соревнования (кроме финала) являлась команда, которая выступала в лиге, низшей по рангу. Если встречались команды одной лиги, то хозяином поля в первом матче являлась команда, которая имела нечётный номер при жеребьёвке.
Финал Кубка Украины состоялся 15 мая 2014 года в Полтаве на стадионе «Ворскла». Изначально встреча должна была пройти в Харькове, но была перенесена из соображений безопасности. 8 мая 2014 года ФФУ приняла решение, что матч пройдёт без зрителей. 14 мая 2014 года ФФУ сменила решение, под давлением общественности и ультрас и матч пройдёт со зрителями.
Победитель Кубка (или же финалист, в случае завоевания Кубка Чемпионом Украины 2013/14) получает право сыграть с Чемпионом Украины сезона 2013/14 в Суперкубке Украины 2014.

## Участники
В этом розыгрыше Кубка участвовали 16 команд-участников Премьер-лиги 2013/14, 15 команд-участников Первой лиги 2013/2014, 18 команд-участников Второй лиги 2013/2014, а также обладатель и финалист Кубка Украины среди любителей 2012:
| Клубы Премьер-лиги: - «Арсенал» (Киев) - «Волынь» (Луцк) - «Ворскла» (Полтава) - «Говерла» (Ужгород) - «Динамо» (Киев) - «Днепр» (Днепропетровск) - «Заря» (Луганск) - «Ильичевец» (Мариуполь) - «Карпаты» (Львов) - «Металлист» (Харьков) - «Металлург» (Донецк) - «Металлург» (Запорожье) - «Севастополь» (Севастополь) - «Таврия» (Симферополь) - «Черноморец» (Одесса) - «Шахтер» (Донецк) | Клубы первой лиги: - «Авангард» (Краматорск) - ПФК «Александрия» (Александрия) - "Буковина (Черновцы) - «Гелиос» (Харьков) - «Десна» (Чернигов) - «Звезда» (Кировоград) - «Нефтяник» (Ахтырка) - «Нива» (Тернополь) - МФК «Николаев» (Николаев) - «Олимпик» (Донецк) - «Полтава» (Полтава) - «Сталь» (Алчевск) - ПФК «Сумы» (Сумы) - «Титан» (Армянск) - «УкрАгроКом» (Головковка) | Клубы второй лиги: - «Арсенал» (Белая Церковь) - «Горняк-спорт» (Комсомольск) - «Горняк» (Кривой Рог) - «Динамо» (Хмельницкий) - «Карловка» (Карловка) - «Кремень» (Кременчуг) - «Кристалл» (Херсон) - «Макеевуголь» (Макеевка) - «Мир» (с. Горностаевка) - «Оболонь-Бровар» (Киев) - «Реал Фарма» (Овидиополь) - «Скала» (Стрый) - «Славутич» (Черкассы) - «Сталь» (Днепродзержинск) - «Тернополь» (Тернополь) - «Шахтёр» (Свердловск) - «Энергия» (Николаев) - «Энергия» (Новая Каховка) | Финалисты Кубка среди любительских команд: - «Новая жизнь» (Андреевка) - «ОДЕК» (Оржев) |

## Первый предварительный этап
Матчи первого предварительного этапа состоялись 25 июля.
| № | Команда 1                 | Команда 2                | Счет       |
| - | ------------------------- | ------------------------ | ---------- |
| 1 | «Карловка» (Карловка)     | «Макеевуголь» (Макеевка) | 4:0        |
| 2 | «Новая жизнь» (Андреевка) | «Оболонь-Бровар» (Киев)  | 0:1 (д.в.) |
| 3 | «ОДЕК» (Оржев)            | «Энергия» (Николаев)     | 0:3        |

## Второй предварительный этап
Матчи второго предварительного этапа состоялись 7 августа.
| №  | Команда 1                    | Команда 2                   | Счет           |
| -- | ---------------------------- | --------------------------- | -------------- |
| 1  | «УкрАгроКом» (Головковка)    | «Нефтяник» (Ахтырка)        | 1:0            |
| 2  | «Сумы» (Сумы)                | "Буковина (Черновцы)        | 0:1            |
| 3  | «Звезда» (Кировоград)        | «Сталь» (Алчевск)           | 2:1 (д.в.)     |
| 4  | «Арсенал» (Белая Церковь)    | «Тернополь» (Тернополь)     | 0:1            |
| 5  | «Кремень» (Кременчуг)        | «Нива» (Тернополь)          | 0:1            |
| 6  | «Горняк-спорт» (Комсомольск) | «Энергия» (Николаев)        | 1:2            |
| 7  | «Сталь» (Днепродзержинск)    | «Гелиос» (Харьков)          | 1:0            |
| 8  | «Энергия» (Новая Каховка)    | «Десна» (Чернигов)          | 1:3            |
| 9  | «Николаев» (Николаев)        | «Титан» (Армянск)           | 3:2 (д.в.)     |
| 10 | «Оболонь-Бровар» (Киев)      | «Мир» (Горностаевка)        | 1:1 (п.п. 1:3) |
| 11 | «Шахтёр» (Свердловск)        | «Кристалл» (Херсон)         | 4:0            |
| 12 | «Реал Фарма» (Овидиополь)    | «Славутич» (Черкассы)       | 2:3            |
| 13 | «Карловка» (Карловка)        | «Горняк» (Кривой Рог)       | 2:4            |
| 14 | «Динамо» (Хмельницкий)       | «Авангард» (Краматорск)     | 0:2            |
| 15 | «Олимпик» (Донецк)           | «Александрия» (Александрия) | 1:1 (п.п. 3:5) |
| 16 | «Скала» (Стрый)              | «Полтава» (Полтава)         | 0:3            |

## 1/16 финала
Матчи этого этапа состоялись 25 и 26 сентября 2013 года. В этом этапе приняли участие 16 команд Премьер-лиги плюс 16 победителей второго предварительного этапа, разбитые на пары путём слепой жеребьёвки.
| №  | Команда 1                   | Команда 2                   | Счет       |
| -- | --------------------------- | --------------------------- | ---------- |
| 1  | «Сталь» (Днепродзержинск)   | «Металлург» (Запорожье)     | 1:2        |
| 2  | «Славутич» (Черкассы)       | «Таврия» (Симферополь)      | 3:1        |
| 3  | «Ильичевец» (Мариуполь)     | «Шахтер» (Донецк)           | 0:3        |
| 4  | «Динамо» (Киев)             | «Металлург» (Донецк)        | 3:2        |
| 5  | «Тернополь» (Тернополь)     | «Полтава» (Полтава)         | 4:3 (д.в.) |
| 6  | «Шахтёр» (Свердловск)       | «Мир» (Горностаевка)        | 3:1        |
| 7  | «Горняк» (Кривой Рог)       | «Десна» (Чернигов)          | 1:2 (д.в.) |
| 8  | «Александрия» (Александрия) | «Металлист» (Харьков)       | 1:4 (д.в.) |
| 9  | «Карпаты» (Львов)           | «Севастополь» (Севастополь) | 1:0        |
| 10 | «Энергия» (Николаев)        | «Черноморец» (Одесса)       | 0:4        |
| 11 | «Ворскла» (Полтава)         | «Волынь» (Луцк)             | 2:1 (д.в.) |
| 12 | «Авангард» (Краматорск)     | «Заря» (Луганск)            | 3:1 (д.в.) |
| 13 | «Буковина» (Черновцы)       | «Днепр» (Днепропетровск)    | 0:2        |
| 14 | «Николаев» (Николаев)       | «Звезда» (Кировоград)       | 2:1 (д.в.) |
| 15 | «Говерла» (Ужгород)         | «Арсенал» (Киев)            | 0:1        |
| 16 | «Нива» (Тернополь)          | «УкрАгроКом» (Головковка)   | 3:0        |

## 1/8 финала
Матчи этого этапа состоялись 29 и 30 октября 2013 года.
| № | Команда 1               | Команда 2                | Счет           |
| - | ----------------------- | ------------------------ | -------------- |
| 1 | «Нива» (Тернополь)      | «Арсенал» (Киев)         | 3:0 (техн.)    |
| 2 | «Николаев» (Николаев)   | «Шахтер» (Донецк)        | 0:3            |
| 3 | «Шахтёр» (Свердловск)   | «Динамо» (Киев)          | 0:4            |
| 4 | «Славутич» (Черкассы)   | «Авангард» (Краматорск)  | 1:0            |
| 5 | «Карпаты» (Львов)       | «Металлист» (Харьков)    | 0:2            |
| 6 | «Черноморец» (Одесса)   | «Днепр» (Днепропетровск) | 3:0 (техн.)    |
| 7 | «Тернополь» (Тернополь) | «Ворскла» (Полтава)      | 1:1 (п.п. 3:1) |
| 8 | «Десна» (Чернигов)      | «Металлург» (Запорожье)  | 1:1 (п.п. 5:4) |

* Из-за финансовых проблем «Арсенал» не приехал в Тернополь на игру с «Нивой» .
** Из-за погодных условий «Днепр» не прибыл в Одессу на игру с «Черноморцем».
21 ноября 2013 года КДК ФФУ вынес решение исключить ФК «Днепр» (Днепропетровск) из текущего розыгрыша кубка и оштрафовать на 75 тысяч гривен за неявку на игру без уважительной причины. Таким образом дальше по сетке проходит «Черноморец» (Одесса).

## 1/4 финала
Матчи этого этапа состоялись 26 марта 2014 года. После этого этапа будет определено место проведения финала Кубка, которое должно быть нейтральным, то есть не должно совпадать с дислокацией любой из команд — участников полуфиналов.
| № | Команда 1               | Команда 2             | Счет           |
| - | ----------------------- | --------------------- | -------------- |
| 1 | «Славутич» (Черкассы)   | «Нива» (Тернополь)    | 1:1 (п.п. 4:3) |
| 2 | «Десна» (Чернигов)      | «Шахтер» (Донецк)     | 0:2            |
| 3 | «Тернополь» (Тернополь) | «Черноморец» (Одесса) | 0:1            |
| 4 | «Металлист» (Харьков)   | «Динамо» (Киев)       | 2:3            |

## Полуфинал
Матчи этого этапа состоялись 7 мая 2014 года.
| № | Команда 1              | Команда 2             | Счет       |
| - | ---------------------- | --------------------- | ---------- |
| 1 | «Динамо» (Киев)        | «Черноморец» (Одесса) | 4:0        |
| 2 | «Славутич» (Черкассы)* | «Шахтер» (Донецк)     | 0:3 (д.в.) |

* — «Славутич» (Черкассы) стал первым клубом Второй лиги, которому удалось пробиться в полуфинал Кубка Украины.

## Финал
Финал состоялся 15 мая 2014 года.
| 15 мая 2014 20:00 UTC+3 | \| «Шахтёр» \| 1:2 \| «Динамо» (Киев) \| \| Коста '57 \| Голы \| Кучер '40 (а.г.) Вида '43 \| | «Ворскла», Полтава Зрителей: 9 700 Судья: Юрий Можаровский (Львов) |
| «Шахтёр»                | 1:2                                                                                           | «Динамо» (Киев)                                                    |
| Коста '57               | Голы                                                                                          | Кучер '40 (а.г.) Вида '43                                          |

| Обладатель Кубка Украины 2013/14 |
| -------------------------------- |
| «Динамо» (Киев) 10-й титул       |